# دائرة القصر
دائرة القصر إحدى دوائر  ولاية بجاية الجزائرية .  عاصمتها هي القصر  وتضم بلديات  : 
- القصر
- فناية الماثن
- توجة

## مواضيع ذات صلة
- دوائر ولاية بجاية
- بلديات ولاية بجاية